# Episodi de I gemelli Cramp (seconda stagione)
La seconda stagione della serie animata I gemelli Cramp, composta da 26 episodi (52 segmenti), è stata trasmessa nel Regno Unito da CBBC dal 2005.
In Italia la stagione è stata trasmessa su Cartoon Network.
| nº  | Titolo originale                     | Titolo italiano                       | Prima TV USA | Prima TV Italia |
| --- | ------------------------------------ | ------------------------------------- | ------------ | --------------- |
| 1a  | Weepy Wayne                          | Wayne il piagnucolone                 | 2005         |                 |
| 1b  | First Crusher                        | Wayne il lottatore                    | 2005         |                 |
| 2a  | Pantaloonacy                         | Pantalomania                          | 2005         |                 |
| 2b  | Girl Gang                            | Una banda di ragazze                  | 2005         |                 |
| 3a  | Triker Trouble                       | Il segreto di Tony                    | 2005         |                 |
| 3b  | Heart Wrench                         | Wayne innamorato                      | 2005         |                 |
| 4a  | Count Crampula                       | Il conte Crampula                     | 2005         |                 |
| 4b  | Naughty Nuptials                     |                                       | 2005         |                 |
| 5a  | Little Watchers                      | I piccoli sorveglianti                | 2005         |                 |
| 5b  | Egg Bound                            | Nuovo arrivo in casa Cramp            | 2005         |                 |
| 6a  | Little Big Man                       | Il piccolo grande uomo                | 2005         |                 |
| 6b  | Flag Boy                             | Il ragazzo bandierina                 | 2005         |                 |
| 7a  | Hankenstein                          | Hankenstein                           | 2005         |                 |
| 7b  | Cricket Slayer                       | L'ammazza grilli                      | 2005         |                 |
| 8a  | Bully for Wayne                      | Un bullo per Wayne                    | 2005         |                 |
| 8b  | Agent W                              | L'agente Wayne                        | 2005         |                 |
| 9a  | Wendy House                          | La casa di Wendy                      | 2005         |                 |
| 9b  | Cramp vs. Cramp'                     | Cramp contro Cramp                    | 2005         |                 |
| 10a | Webcam Wayne                         | Una webcam per Wayne                  | 2005         |                 |
| 10b | Swamp Curse                          | La maledizione della palude           | 2005         |                 |
| 11a | Lice-ence to Kill                    | Licenza di uccidere i pidocchi        | 2005         |                 |
| 11b | Army of Wayne                        | L'esercito di Wayne                   | 2005         |                 |
| 12a | Swampless                            | Il fantasma della palude              | 2005         |                 |
| 12b | Mummy Mania                          | Mamma Mania                           | 2005         |                 |
| 13a | Wendy Waze                           |                                       | 2005         |                 |
| 13b | Homeless Joe                         | Joe senzatetto                        | 2005         |                 |
| 14a | Dance Pants                          | Gara di ballo                         | 2005         |                 |
| 14b | Bestest Brother                      | Il fratello migliore                  | 2005         |                 |
| 15a | Film Fad                             | Film mania                            | 2005         |                 |
| 15b | Spit Collector                       | Il collezionista di sputi             | 2005         |                 |
| 16a | News Whale                           | In difesa delle balene                | 2005         |                 |
| 16b | Twisted Ending                       | Un finale diverso                     | 2005         |                 |
| 17a | Tattoo Boy                           | Il ragazzo tatuato                    | 2005         |                 |
| 17b | Cow Son                              | Salvate la mucca                      | 2005         |                 |
| 18a | Goosenapped                          | Le oche rapite                        | 2005         |                 |
| 18b | Rotten Romance                       | Amore sbagliato                       | 2005         |                 |
| 19a | Sugar Zombie                         | Zombie zucchero                       | 2005         |                 |
| 19b | Beware the Rare Colossal Swamp Squid | Il raro calamaro gigante della palude | 2005         |                 |
| 20a | Keith                                | Keith                                 | 2005         |                 |
| 20b | Mommy Boy                            | Il ragazzo-madre                      | 2005         |                 |
| 21a | Lion Worrier                         | Un leone in classe                    | 2005         |                 |
| 21b | Grandma Dearest                      | Carissima nonna                       | 2005         |                 |
| 22a | Mister Congeniality                  | Concorso di bellezza                  | 2005         |                 |
| 22b | Get Greedy                           | Come diventare avido                  | 2005         |                 |
| 23a | Slave Mart                           | Il mercato degli schiavi              | 2005         |                 |
| 23b | Cool for Cramp                       | Sei forte, papà Cramp                 | 2005         |                 |
| 24a | Just Desserts                        | Solo dolci                            | 2005         |                 |
| 24b | Pirate Pants                         | Il tesoro dei pirati                  | 2005         |                 |
| 25a | Neigh Means Neigh                    | Il nitrito del pony parlante          | 2005         |                 |
| 25b | Miner Mishaps                        | Incidenti in miniera                  | 2005         |                 |
| 26a | Happy Gas                            | Il gas della felicità                 | 2005         |                 |
| 26b | Twin Toys                            | I giocattoli dei gemelli              | 2005         |                 |